# Липно (гмина, Лешненский повет)
Липно (пол. Lipno) — сельская гмина (волость) в Польше, входит как административная единица в Лешненский повет, Великопольское воеводство. Население — 5597 человек (на 2004 год).

## Сельские округа
1. Гонембице
2. Гурка-Духовна
3. Гронувко
4. Клёнувец
5. Короново
6. Липно
7. Мурково
8. Радомицко
9. Ратовице
10. Смычина
11. Сулеево
12. Тарговиско
13. Вильковице
14. Вычёнжково
15. Жаково
16. Блотково
17. Божа-Помоц
18. Янополь
19. Каролевко
20. Марышевице
21. Вильково-Гай

## Соседние гмины
1. Лешно
2. Гмина Осечна
3. Гмина Смигель
4. Гмина Свенцехова
5. Гмина Влошаковице